# Lophocampa mixta
Lophocampa mixta är en fjärilsart som beskrevs av Berthold Neumoegen 1882. Lophocampa mixta ingår i släktet Lophocampa och familjen björnspinnare. Inga underarter finns listade i Catalogue of Life.